# Oiran
Oiran (jap. 花魁, wörtlich „Blumen-Anführer“, sinngemäß „Die schönste aller Blumen“) war ab ca. 1770 in Edo, dem heutigen Tokyo, die gebräuchliche Bezeichnung für höherrangige Prostituierte im lizenzierten Bordellviertel Yoshiwara. Im heutigen Sprachgebrauch wird der Begriff im Sinne von „Kurtisane“ als euphemistische Bezeichnung für Prostituierte im Allgemeinen gebraucht.

## Wortherkunft

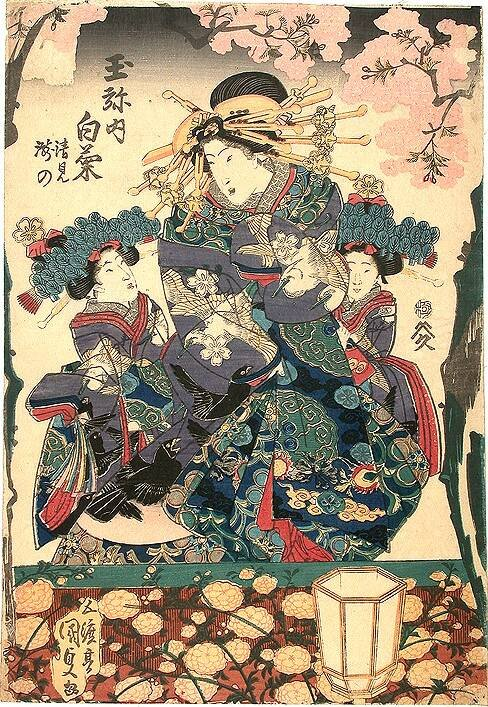
Die oiran Shiragiku und ihre beiden kamuro Kiyomi und Takino aus dem Haus Tamaya, Farbholzschnitt von Kunisada, ca. 1825

Die Herkunft des Wortes leitet sich wohl ab von oira no anesan (おいらの姉さん, „meine ältere Schwester“) bzw. oira no anejorō (おいらの姉女郎, „meine ältere Schwester-Kurtisane“). Beides Bezeichnungen, mit denen kamuro (禿), ins Bordell verkaufte Mädchen im Alter zwischen fünf und zwölf Jahren, die Prostituierten anzureden hatten, denen sie zur Ausbildung anvertraut worden waren. Von interessierten Kreisen, den Bordellbesitzern und den betroffenen Frauen selbst, wurde der Begriff dann mit den Kanji 花魁 geschrieben und konnte so auch die Bedeutung von „Die schönste aller Blumen“ haben. Den Bordellbesitzern diente der Begriff als umsatzsteigerndes Werbemittel. Die betroffenen Frauen verwendeten ihn, um sich von den weniger erfolgreichen Prostituierten der jeweiligen Etablissements abzugrenzen.

## Geschichte
Bis Mitte des 18. Jahrhunderts waren die höchstrangigen Prostituierten in den lizenzierten Bordellvierteln Edos, Kyōtos und Ōsakas gemeinsam mit dem Begriff tayū (太夫) bezeichnet worden. Ursprünglich waren tayū Kurtisanen, die nicht für ihre sexuellen Dienstleistungen, die sie jedoch auch gewähren konnten, sondern für ihre künstlerischen Darbietungen und unterhalterischen Fähigkeiten bezahlt wurden. Bis in die erste Hälfte des 18. Jahrhunderts hinein hatten sie sogar das Recht, Freier zurückzuweisen. Für Bordellbesitzer und Prostituierte wurde es im Laufe der Jahrzehnte immer weniger lukrativ in die teure und zeitaufwendige Ausbildung einer tayū zu investieren. Auch das gut zahlende Publikum, das sich die Kosten einer tayū leisten konnte, verlangte mehr und mehr nur die gut aussehende, hervorragend geschminkte und gekleidete, in den erotischen Verführungskünsten versierte und in den sexuellen Praktiken bewanderte Prostituierte, auf deren künstlerische und musische Fähigkeiten weitgehend verzichtet werden konnte. In Edo hatte es um 1650 noch 75 tayū in den Betrieben des  Yoshiwara gegeben, bereits 1702 waren es nur noch vier und 1761 schied mit Hanamurasaki die letzte tayū aus dem Yoshiwara aus.
Im Gegensatz zu den Bordellbezirken in Kyōto und Ōsaka wurden in Edo um 1760 herum neue Bezeichnungen für die höherrangigen und damit teureren Prostituierten gebräuchlich. Einen höheren Rang erhielten diejenigen Frauen, denen es gelang, den größten Umsatz für das Bordell zu generieren und daneben den Freier zu weiteren großzügigen Geschenken zu animieren, die die Prostituierte in ihr prachtvolles äußerliches Erscheinungsbild (Schminke, Perücken, Schmuck, Kleidung) und ebenso in das angemessene Erscheinungsbild eines möglichen Gefolges investieren konnte.

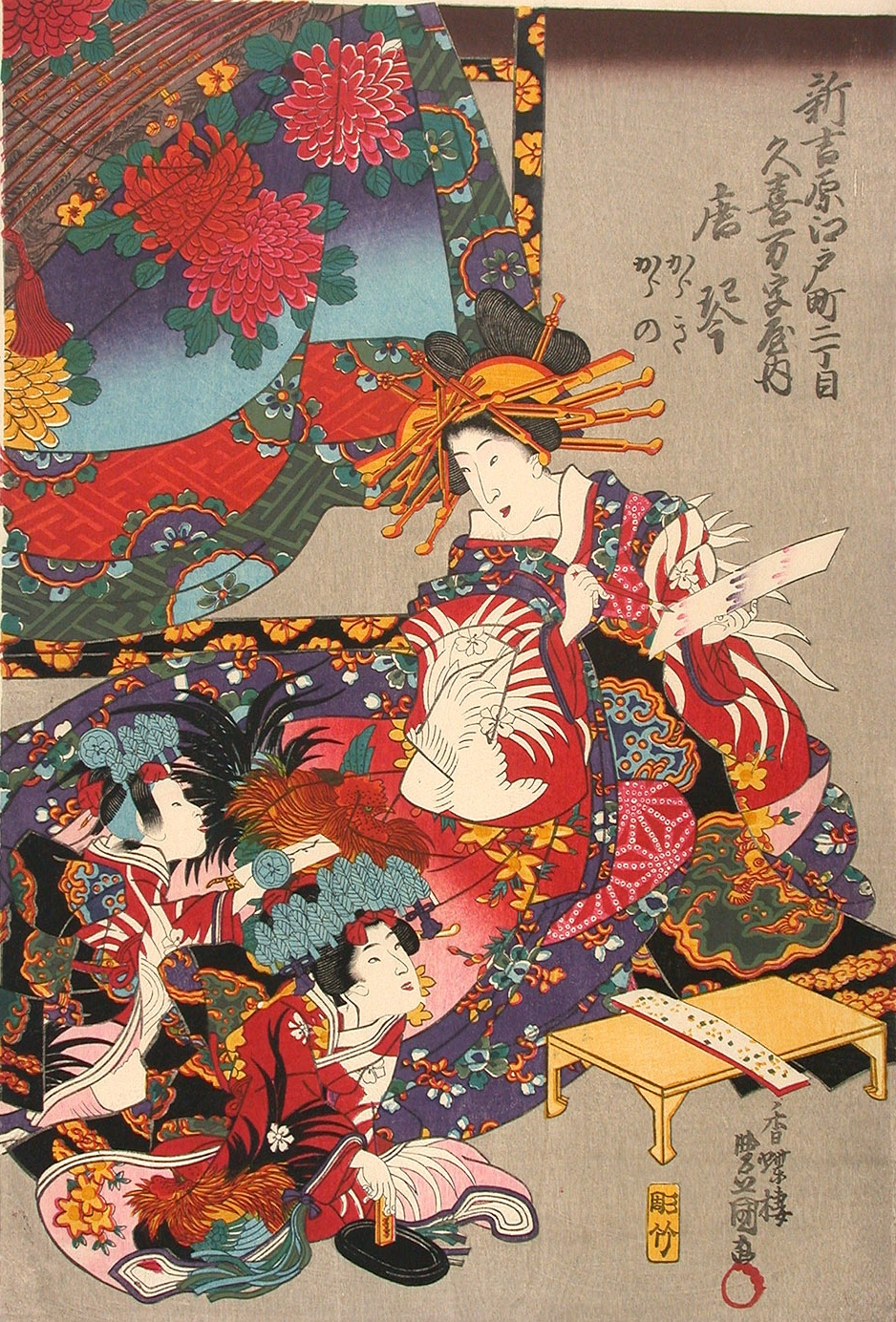
Die oiran Karakoto und ihre beiden kamuro Karaki und Karano aus dem Haus Kukimanji, Farbholzschnitt von Kunisada, ca. 1847

Ab ca. 1770 wurden schließlich unter dem Begriff oiran die drei teuersten Klassen der Prostituierten des Yoshiwara zusammengefasst. An erster Stelle standen dabei die yobidashi („nur auf Vorbestellung“). Diese mussten sich nicht im harimise, dem Ausstellungsraum, den Freiern zur Schau stellen. 
Die Freier mussten sie über einen Vermittler für die Dauer von mindestens einem halben Tag bestellen und wurden dann in Teehäusern empfangen, die über geeignete Räumlichkeiten für die Ausübung der sexuellen Dienstleistungen verfügten. Zum Gefolge einer yobidashi gehörten regelmäßig zwei kamuro und mindestens zwei shinzō (新造), jüngere Prostituierte, die als Bedienstete fungierten. An zweiter Stelle standen die chūsan („drei bu pro Tag“). Sie mussten sich wie alle anderen Frauen zweimal am Tag den Freiern im harimise präsentieren, hatten jedoch das Privileg, die Kunden im Teehaus empfangen zu dürfen. An dritter Stelle standen die tsukemawashi („auf Tritt und Schritt folgen“), die sich ebenfalls im harimise vorzustellen und die Freier in separierten Räumen des Bordells zu empfangen hatten. Nach Stein betrugen die Preise für diese drei Klassen umgerechnet auf das Jahr 1997 zwischen 150,- und 375,- DM (ca. 77,- bis 192,- €) pro Tag (ohne Vermittlungsgebühren, Kosten für Verpflegung, Unterhaltung und Geschenke für die Frauen und deren Gefolge). Im Vergleich dazu war die billigste sexuelle Dienstleistung im Yoshiwara für umgerechnet 5,50 DM (2,81 €) zu haben (in den illegalen Einrichtungen anderer Stadtviertel und auf dem Straßenstrich kostete einfacher Sex zum Teil gerade den Gegenwert einer schlichten Mahlzeit).
Das System der Klasseneinteilung von Prostituierten mit seinen jeweiligen Bezeichnungen hatte noch kurze Zeit über das Ende der Edo-Zeit hinaus Bestand. Im Jahr 1872 wurde ein Gesetz zur „Dirnenbefreiung“ erlassen, welches die rechtliche Stellung der in den Bordellen beschäftigten Frauen verbesserte, aber zunächst an ihrer Abhängigkeit vom Bordellbesitzer wenig änderte. 1873 mussten sich Frauen im Unterhaltungsgewerbe entscheiden, ob sie als shōgi (Eros-Kurtisane) oder geigi (Kunst-Kurtisane) lizenziert werden wollten und sie mussten von da ab monatliche Steuern bezahlen. Gleichzeitig mit der Besteuerung wurden auch die Preise für die Frauen in jedem Stadtbezirk vereinheitlicht und öffentlich bekannt gegeben.
Damit war das offizielle Ende der oiran gekommen. Gelegentlich lebt sie bis in die Gegenwart in der Verklärung weiter in dem Sinne, dass sie die vollkommene Kurtisane gewesen sei, die tatsächlich aber nur die tayū der Muromachi-Zeit und der ersten Hälfte der Edo-Zeit gewesen war.